# Кызыл-Туу (Аксыйский район)
Кызыл-Туу — село в Аксыйском районе Джалал-Абадской области Кыргызстана. Село состоит из следующих айылов: Батырбек(населенные пункты Чон-Булун, Жоон-Терек, Калкак), Жыл-Булак, Кара-Ой, Ак-Жар, Жол-Сай, Сарымсак-Булун, Жылгын, Аркыт.
Село было образовано в 1933 году во время коллективизации. Инициатором создания оседлого населенного пункта был молодой комсомолец Шабданов Батырбек. Основную массу жителей села составляли племена, кочующие между жайлоо, расположенной на берегу озера Сары-Челек (Тоскоол-Ата), и кыштоо (зимовье) Кызыл-Джар. Впоследствии Шабданов Батырбек стал председателем правления колхоза "Кызыл-Кыргызстан".
В 1945 году колхоз «Кызыл-Кыргызстан» одним из первых в районе купил грузовой автомобиль, в 1947 году в селе был построен клуб, в 1949 году — 2 типовые молочно-товарные фермы, 1945—1949 годах — автомобильная дорога на озеро Сары-Челек, в 1953 году приобретены 2 мощных катера, в этом году колхоз "Кызыл-Кыргызстан" переименован в колхоз "Кызыл-Туу".В состав колхоза Кызыл-Туу вошли 14 мелких колхозов расположенных на территории Кызыл-Туйского сельского Совета. Колхоз "Кызыл-Туу" за высокие трудовые показатели с 1954-1959 гг. занесен в "Доску Почета" ЦК КП Киргизии и Совета Министров Киргизской ССР. В 1957 году колхоз "Кызыл-Туу" как победитель соцсоревнования номинирован как лучший колхоз в ВДНХ СССР в Москве, награжден денежной премией и Красным знаменем, а председатель колхоза Шабданов Батырбек золотой медалью и дипломом.  В 1959 году на базе колхоза «Кызыл-Туу» образован лесхоз «Аркыт». От колхоза «Кызыл-Туу» передано в лесхоз «Аркыт» 39 000 голов овец, 3500 голов КРС, 2000 голов лошадей. В 1961 году от лесхоза "Аркыт" отделился "Сары-Челекский" заповедник.
Село было наиболее развитым в период 1956—1975 годы. В то время в селе функционировали дизельная электростанция, пекарня, баня, молочный завод, пилорама, стадион, клуб, детсад, медпункт, радиостанция, ансамбль народных инструментов и т. д.
Сельчане считают самыми худшими событиями в жизни села: 1.Отнятие от лесхоза "Аркыт" в 1959 году, более 40 тыс.гектаров зимовье от перевала Жийде-Бел до реки Нарын  и раздача другим хозяйствам района 2. Отнятие от лесхоза "Аркыт" в 1968 году, около 400 гектара земли Кабыктын-Дону и передача отделению №2 совхоза "Жаны-Жол" селе Кара-Суу.